# Криулькин, Николай Николаевич
Николай Николаевич Криулькин (1925—2011) — советский и российский инженер-конструктор, специалист в области разработки ядерных зарядов. Лауреат Государственной премии СССР (1973).

## Биография
Родился 27 января 1925 года в селе Рыбное, Рыбновского района, Рязанской области.
До 1941 года учился в сельской школе, после начала войны работал в колхозе. С 1943 года призван в ряды РККА и направлен в действующую армию, участник Великой Отечественной войны. В 1944 году после окончания Иркутской военной школы авиационных техников — служил авиамехаником в 90-м отдельном истребительном авиационном полку.
В 1953 году окончил Московский станко-инструментальный институт. С 1953 года работал в системе атомной промышленности СССР. С 1953 по 1955 годы работал инженер-конструктором в КБ-11 в закрытом городе Арзамас-16.
С 1955 года направлен в закрытый город Челябинск-70. Работал старшим инженером, с 1969 по 1975 годы — начальником научно-конструкторского отделения и заместителем главного конструктора ВНИИТФ. Под руководством и при непосредственном участии Н. Н. Криулькина был разработан, испытан и передан в серийное производство ряд ядерных зарядов военного и промышленного назначения, многие из которых находятся на вооружении .
С 1975 года Н. Н. Криулькин — заместитель начальника и начальник конструкторского отдела Пятого главного управления (разработка ядерного оружия)
МСМ СССР.
Помимо основной деятельности, с 1971 по 1975 годы Н. Н. Криулькин был членом горкома КПСС города Челябинск-70.
Скончался 28 мая 2011 года в Москве, похоронен на Хованском кладбище.

## Награды
- Орден Ленина (1966)
- Орден Отечественной войны II степени (6.04.1985)
- Медаль За боевые заслуги (26.02.1945)
- Медаль «За взятие Кенигсберга»
- Медаль «За победу над Германией в Великой Отечественной войне 1941—1945 гг.»
- Медаль «Ветеран труда»

### Премии
- Государственная премия СССР (1973 — «за создание новой конструкции ядерных зарядов»)